# San Lucas Xolox
San Lucas Xolox es una de las 49 localidades que integran el municipio de Tecámac, en la región norte del Estado de México, colindando con el municipio de Zumpango y con el municipio de Tizayuca en el estado de Hidalgo. Pertenece al distrito de Otumba y está ubicado a la altura del km 48 de la carretera Zumpago-Tecamac, a un km escaso de la carretera mencionada, al poniente. 
Se sitúa a una altitud de 2.250 m s. n. m.. Según el II Conteo de Población y Vivienda, efectuado por el Instituto Nacional de Estadística y Geografía (INEGI) en 2005, San Lucas Xolox tenía una población de 20.478 habitantes, de los cuales, 9.983 eran hombres y 10.495 eran mujeres.
Su nombre se compone de dos elementos, el primero referente al Santo venerado en su templo el cual es San Lucas Evangelista, autor del Evangelio según San Lucas y de los Hechos de los apóstoles, de la biblia o sagrada escritura, su imagen se encuentra al centro del retablo del templo.
El segundo elemento se refiere a la palabra xolox que es una modificación de las palabras originales Xoloc y Xolotl en náhuatl. el cual se le dio como nombre por el Rey Xólotl, fundador del mismo pueblo así como de Tenayuca, emperador chichimeca quien conquistó gran parte del Valle de México y el estado de hidalgo, siendo el cerro del pueblo centro clave para marcar su territorio, fue que se denominó al pueblo con esta toponimia y su glifo es el mismo personaje con un perro, lo que representa ser chichimeca.

## Historia

### La sociedad de San Lucas Xóloc en elsigloXVIIIy la construcción del templo
La sociedad de San Lucas Xóloc en los años en que se construyó el templo. Se mencionó que en el texto de 1569, contenido en la Descripción del Arzobispado de México, se dice que en el pueblo había 267 hombres y 229 mujeres, siendo el total de la población 496 habitantes, de los cuales 209 eran tributarios. También se señaló que para 1790 se dice en otro documento que los habitantes del pueblo eran indios.
Ciertamente esos sencillos datos están muy lejos de darnos un panorama amplio sobre la sociedad de Xóloc en la época en que se construyó el templo, por lo que, con referencias del Archivo Parroquial de Tizayuca, intentaremos aportar mayor información.
En primer lugar mencionaremos que en Xóloc habitaban no solo indígenas, sino también mestizos, castizos, coyotes, españoles y mulatos. Algunos de los personajes mencionados en el Libro de Caja, que se relacionaron de alguna manera con la construcción del templo, pertenecían a esa variedad de castas, y además mantenían relaciones de parentesco y compadrazgo con los habitantes de Los Reyes Acozac, San Bartolo Cuautlalpan, Tizayuca, el barrio de Huitzila, el rancho de San Juan de La Labor, con los de la hacienda de Santa Lucía, etc. Para ejemplificar este tema sobre la composición de la sociedad de San Lucas Xóloc en el siglo XVIII, enumeramos algunos de los mencionados personajes.
Tenemos en primer lugar al autor del Libro de Caja, Pedro Pineda, quien fue bautizado el doce de julio de 1696, siendo hijo de Lorenzo Pineda y Lorenza de San Juan Rodríguez, mencionados como mestizos y vecinos del pueblo de Los Reyes. En dicho bautismo el padrino fue Nicolás Pérez, este señor falleció el siete de julio de 1703, mayordomo de la Labor de San Juan. En este caso así es como se menciona el nombre de este rancho. 
Por otra parte, Pedro Pineda casó el cinco de septiembre de 1723 con Gertrudis Antonia de la Encarnación de Lucio, originaria de la hacienda de Santa Lucía, e hija de Marcelo de la Cruz y Catarina de la Concepción. Dicha pareja, encabezada por Pedro, fueron padres de diez hijos, y de ellos la quinta hija fue María Pineda, bautizada el 19 de agosto de 1703. En este caso se dice que eran mestizos del pueblo de San Lucas Xóloc, siendo su madrina María González, española, viuda de Nicolás Pérez, vecina de la Labor de San Juan.

### El primer templo de San Lucas Xóloc
En el pueblo de San Lucas Xóloc, el inicio de la evangelización lo debieron realizar los padres franciscanos, y quizás a ellos se deba la construcción de un primer templo. Dado que hasta el momento no se han localizado documentos que aclaren esta situación, no hay la seguridad de que ese primer templo se deba a los franciscanos o a los sacerdotes seculares, que establecieron la parroquia de Tizayuca a partir del año 1553.
Las únicas referencias que quedan acerca de la existencia de un primer templo se encuentran en el mismo lugar, y son una serie de piedras labradas, cuando menos una 18, que son bases y capiteles de columnas, dovelas de arcos, y otras piedras con molduras. La mayoría de esas piedras se encuentran empotradas en los contrafuertes que están en el lado norte del actual templo; el estilo de esas piedras indica que fueron labradas en el siglo XVI, y por lo tanto debieron ser parte e una primera construcción, la cual debió ser demolida en el siglo XVIII, y fueron reutilizadas como material de construcción.
La cantidad de bases y capiteles de columnas es tal, que nos hace pensar que en el siglo XVI se debió construir, no solo un templo, sino que debió tener anexa una casa cural en forma de pequeño convento es decir, con un patio cuadrado, rodeado de cuatro arcadas, y estas formando pórticos. Quizás también pudo haber existido una capilla abierta o algún portal que diera su fachada hacia el atrio. En la actualidad se conservan bastantes ejemplos de ese tipo de arquitectura en numerosos sitios, por lo que no sería raro que en San Lucas Xóloc haya sido de esa misma manera. Ese patrón de construir los templos en el siglo XVI, con el templo orientado este-oeste y la casa cural o convento al lado sur, fue lo más común.
Otros vestigios del siglo XVI en el templo de Xóloc son las dos pilas bautismales. Una es la ya mencionada que presenta los escudos franciscanos, y la otra es la que tiene una inscripción en latín. Una piedra más de esa época es la que se reutilizó como dintel en la puerta de acceso a la sacristía, la cual tiene labradas tres flores, y su estilo es del siglo XVI.
Ese primer templo debió ser de planta rectangular con su fachada al poniente. Sobre su techumbre, quizás pudo haber sido de madera, del tipo artesonado, pues esa era la costumbre de aquel siglo. En el siguiente, 1 siglo XVII, es cuando se empezaron a incorporar las bóvedas de manipostería y las torres para los campanarios. En el caso de Xóloc tampoco se sabe si tuvo esos elementos, pues la actual torre es parte del templo del siglo xvin.
Con mucha frecuencia se hacían mejoras menores o se agregaban retablos y pinturas a los templos. En el de San Lucas se conserva una piedra con la fecha de 1614, la cual quizás corresponda a alguna de esas pequeñas modificaciones. También han perdurado dos pequeñas tablas labradas que tienen unas inscripciones en lengua náhuatl, y una de ellas la fecha de 1666. Quizás esas antiguas maderas fueron parte del retablo del primer templo.

### El segundo templo de San Lucas Xóloc
El templo que actualmente vemos en el pueblo de San Lucas Xóloc, debe ser el segundo que se construyó, según se deduce, tanto de las numerosas piedras reutilizadas que se encuentran en sus muros, como de los datos mismos que aporta el Libro de Caja.
La demolición, adaptación o remodelación de los templos más antiguos es un hecho que se repitió en numerosos pueblos de México, pues los primeros del siglo XVI se construyeron, en muchos casos, de dimensiones muy pequeñas, y con el paso de los años se volvieron insuficientes para dar cabida a los vecinos de la comunidad.
Durante los siglos XVI al XVIII se sucedieron una serie de eventos que condicionaron la edificación de los templos. En forma breve enumeramos a continuación esos hechos, pues nos ayudan a comprender lo que tratamos de explicar:
1) En el siglo XVI ocurrió la conquista de México, se inició la evangelización, la construcción de templos, y se sucedieron numerosas epidemias que ocasionaron que disminuyera la población indígena.
2)  En la primera mitad del siglo XVII continuaron las epidemias, y en consecuencia la población indígena llegó a su nivel más bajo por el año 1640. A partir de allí empezó a recuperarse en forma lenta. La poca población en los pueblos ocasionaba que hubieran pocos recursos, y por lo tanto la construcción de templos se veía limitada.
3)  En el año 1709 se terminó la construcción de la antigua Basílica de Guadalupe, por lo que se dio un fuerte aumento en la devoción, sobre todo guadalupana, y en consecuencia una efervescencia constructiva, por lo que muchos templos fueron ampliados o reconstruidos partiendo de esos años.
4)  En los primeros años del siglo XVIII se estableció el estilo barroco salomónico, con sus características columnas en forma helicoidal o de "tornillo".
5)  Por el año 1736 se terminó el Retablo de los Reyes, en la catedral de la Ciudad de México, y se estableció el estilo barroco estípite, con sus características columnas en forma de cuña.
Sin duda todos esos hechos históricos influían en la población, y ésta deseaba tener en sus pueblos templos más suntuosos, pues finalmente mucho de la vida cotidiana giraba alrededor del culto divino. Los puntos señalados arriba no significan que así ocurrió estrictamente en todos los pueblos, pero en términos generales es lo que se ha observado en distintos lugares; la posibilidad de ampliar un templo dependía de que el pueblo tuviera suficiente población y recursos, pues de otra manera era imposible realizarlo.
En San Lucas Xóloc es posible que en términos generales se haya cumplido esa secuencia de hechos históricos, con la salvedad de que la reconstrucción del segundo templo no se dio al inicio del siglo XVIII, sino a la mitad del mismo, como se puede deducir del Libro de Caja,.
El Libro de Caja, como ya se ha mencionado, trae dados referentes a los años 1755 a 1766, y se habla de la construcción de las bóvedas, la fachada del templo, el osario, la barda del atrio, la cruz, las ermitas exteriores, y otros elementos menores, como puertas, ventanas, chapas y gárgolas. De lo que no se aportan dados es de los muros del templo, la torre y la casa cural, por lo que estas partes se debieron construir en años anteriores a 1755.
Si bien en general se siguió un orden cronológico en el registro, también es cierto que hay partidas de ingreso o egreso que no se pueden ubicar con toda precisión en el tiempo. Quizás un análisis más detallado del Libro de Caja,, permitiría conocer con más exactitud el orden de las obras. En el cuadro de la página siguiente se mencionan los aspectos principales de la construcción. No se incluyeron los elementos menores, como puertas ventanas, chapas, etc, como tampoco lo referente a los muros y arcos del atrio, pues son tantos los párrafos en que se mencionan, que aumentaría considerablemente el cuadro.